# Limnephilus janus
Limnephilus janus är en nattsländeart som beskrevs av Ross 1938. Limnephilus janus ingår i släktet Limnephilus och familjen husmasknattsländor. Inga underarter finns listade i Catalogue of Life.